# Músculo psoas maior
Músculo psoas maior (do grego: ψόας - psóās: 'dos lombos') é um músculo que se origina na coluna vertebral, sendo equivalente ao lombo. É um longo músculo fusiforme localizado no lado da região lombar da coluna vertebral e borda da pélvis menor. Junta-se ao músculo ilíaco para formar o iliopsoas. Localizado ventralmente (anteriormente) ao psoas maior encontra-se, frequentemente, o músculo psoas menor.

## Estrutura
O psoas maior é dividido em uma parte superficial e uma parte profunda. A parte profunda origina-se dos processos transversos das vértebras lombares I-V. A parte superficial origina-se das superfícies laterais da última vértebra torácica, vértebras lombares I-IV e discos intervertebrais vizinhos. O plexo lombar está entre as duas camadas.

### Inervação
A inervação do psoas maior é através dos ramos anteriores dos nervos L1 a L3.

### Variação
Em menos de 50% dos seres humanos, o psoas maior é acompanhado pelo psoas menor.

### Em animais
Em camundongos, é principalmente um músculo do tipo II de contração rápida, enquanto que em humanos combina fibras lentas e de contração rápida.

## Função
O psoas maior une a parte superior e a parte inferior do corpo, o axial ao esqueleto apendicular, o interior ao exterior e o dorso à frente. Como parte do iliopsoas, o psoas maior contribui para a flexão da articulação do quadril. Na coluna lombar, a contração unilateral inclina o tronco lateralmente, enquanto a contração bilateral eleva o tronco de sua posição supina. Além disso, a fixação no trocanter menor, localizada na face póstero-medial do fêmur, causa rotação lateral e adução fraca do quadril.
Faz parte de um grupo de músculos chamados de flexores do quadril, cuja ação é principalmente levantar a parte superior da perna em direção ao corpo quando o corpo está fixo ou puxar o corpo em direção à perna quando a perna está fixa.
Por exemplo, ao fazer um abdominal que afaste o tronco (incluindo a parte inferior das costas) do chão e para a frente da perna, os flexores do quadril (incluindo o iliopsoas) flexionarão a coluna sobre a pélvis.
Devido à fixação frontal nas vértebras, a rotação da coluna alongará o psoas.

## Significado clínico
A contração do psoas pode resultar em espasmos ou dor lombar, comprimindo os discos lombares. Um psoas hipertônico e inflamado pode levar à irritação e ao aprisionamento dos nervos ilioinguinais e iliohipogástricos, resultando em uma sensação de calor ou água correndo pela parte anterior da coxa.
O psoas pode ser apalpado com flexão ativa do quadril. Um teste positivo de contratura do psoas e dor à palpação relatada pelo paciente indicam significância clínica. Cuidados devem ser tomados em torno dos órgãos abdominais, especialmente o cólon quando apalpar profundamente.
A aparência de uma barriga protuberante pode indicar visualmente um psoas hipertônico, que puxa a coluna para a frente enquanto empurra o conteúdo abdominal para fora.

## Variação étnica
Um estudo usando dados de autópsia descobriu que este músculo é substancialmente mais espesso em homens de ascendência africana do que em homens caucasianos, e que a ocorrência do psoas menor também é variante, estando presente na maioria dos brancos e ausente na maioria dos negros.